# Киригуа
Киригуа (на испански: Quiriguá) е град на древните маи, днес археологически разкопки на територията на департамента Исабал в югоизточната част на Гватемала.
Разположен е по продължението на реката Мотагуа на площ от 3 км², като церемониалният център на града се намира на 1 километър в сушата от северния бряг на реката.
В периода 200—900 година Киригуа е разположен на кръстопът от няколко важни търговски пътища. Строежът му започва около 550 г., като се развива много динамично през 8 век. Неговата архитектура и скулптура е много близка до тази на Копан, което говори за техните близки връзки. В периода 723—784 г. Киригуа става процъвтяваща независима държава. От средата на IX век започва нейният упадък.
За първи път развалините в Киригуа са изучавани в 1840 г. от английския художник Фредерик Катъруд, а след това от английския учен А. П. Модсли и няколко американски експедиции. Най-известни са скалните календари, причудливите скулптури на митични чудовища, колоните с йероглифи и други.